# Светлый (Брестская область)
Све́тлый (бел. Светлы, транслитерация — Śvietly, классич. бел. Сьветлы) — посёлок в Барановичском районе Брестской области на западе Республики Беларусь. Посёлок входит в состав Малаховецкого сельсовета.

## География
Посёлок Светлый расположен в 5 км от агрогородка Мирный, в 14 км к югу от Барановичей, в 183 км от Бреста, в 147 км от Минска. 

## История
На месте современного поселка раньше существовали деревни Цагельня и Селище. Обе упоминались в документах 1870 года.
С 1921 года поселение находилось в составе Польши, в Барановичском повете Новогрудского воеводства.
В 1939 году посёлок вошёл в состав в БССР. С 15 января 1940 года находился в Новомышском районе Барановичской области, а с 8 января 1954 года — в Брестской области. С 8 апреля 1957 года в Барановичском районе.
Во время Великой Отечественной войны с конца июня 1941 года до июля 1944 года посёлок был оккупирован Третьим Рейхом.
29 сентября 1975 года населённый пункт приобрёл название посёлок Светлый.
До 26 июня 2013 года входил в состав Утёсского сельсовета. В 2019 году в посёлке насчитывалось 124 хозяйства.

## Инфраструктура
- Магазин[уточнить].
- Фельдшерско-акушерский пункт — улица Центральная, 14[1].
- Сельский клуб — улица Центральная, 16[1].
- Начальная школа — улица Центральная, 25[1].

## Население
Население по переписи 2019 года составляло 240 человек.
| Численность населения (по переписи) | Численность населения (по переписи) | Численность населения (по переписи) |
| 1999                                | 2009                                | 2019                                |
| ----------------------------------- | ----------------------------------- | ----------------------------------- |
| 371                                 | ↘292                                | ↘240                                |